# Lukha B. Kremo
Lukha B. Kremo, pseudonimo di Gianluca Cremoni Baroncini (Livorno, 20 giugno 1970), è uno scrittore italiano attivo in particolare nella fantascienza e nel fantastico, firmatosi anche Lukha Kremo Baroncinij.

## Biografia
Laureato in storia medievale, ha lavorato come lettore e correttore di bozze per Rizzoli, Mondadori e per la Shake Edizioni e ha insegnato Storia e Filosofia nei Licei. Comincia a scrivere fantascienza nel 1990, pubblicando molti racconti in varie antologie e riviste e i romanzi Il Grande Tritacarne, originale esempio di fantascienza alla maniera di Samuel R. Delany, Storie di Scintilla, romanzo a episodi, Gli occhi dell'anti-Dio, finalista al Premio Urania (Mondadori) nel 2007, e Trans-Human Express, nuovamente finalista al Premio Urania nel 2009 e finalista al Premio Italia 2013 nella categoria Miglior Romanzo, che s'ispira alla fantascienza catastrofica (usciti per Kipple Officina Libraria). Nel 2015 l'antologia personale L'abisso di Coriolis (edizioni Hypnos) è finalista al Premio Italia nella categoria Migliore Antologia.
Nel 2016 vince il Premio Urania con il romanzo Pulphagus®, uscito nel numero 1636 di Urania come Pulphagus® Fango dei cieli. Nel 2018 vince il Premio Robot con il racconto Invertito.
Ha fondato la Kipple Officina Libraria ed è condirettore della collana di letteratura fantastica Avatär, per la quale ha curato le antologie del Connettivismo (a cui prende parte dal 2005) Frammenti di una rosa quantica (2008), NeXT-Stream. Oltre il confine dei generi (2015), NeXT-Stream. Visioni di realtà contigue (2018, insieme a Giulia Abbate), vincitore del Premio Italia 2019 come Miglior Antologia, e NeXT-Stream. Lo zar non è morto (2020).
Prende parte alla mail art dal 2000 e, in questo contesto artistico, nel 2004 crea la micronazione Nazione Oscura Caotica, che nel 2009 associa al nome la Neorepubblica di Torriglia, celebrando la Repubblica partigiana di Torriglia del 1944, e nel 2014 associa al nome "Livorno Città Aperta".
A livello non professionale ha pubblicato diversi CD di musica elettronica sperimentale con lo pseudonimo di Krell, con il quale ha collaborato al film Solchi Sperimentali - The Movie di Antonello Cresti.
Dopo aver vissuto molti anni a Milano, si divide tra Livorno e Torriglia (provincia di Genova).

## Opere

### Romanzi
- Il Grande Tritacarne, Avatar, Kipple Officina Libraria, 2005 (con Cd-Rom allegato con immagini, video e brani di vari artisti)
- Storie di Scintilla, Kipple Officina Libraria, 2007
- Gli occhi dell'anti-Dio, Avatar, Kipple Officina Libraria, 2009 (finalista Premio Urania Mondadori 2007)
- Trans-Human Express, Avatar, Kipple Officina Libraria, 2012 (finalista Premio Urania Mondadori 2009;[8] finalista Premio Italia[2], 2º posto Premio Cassiopea[9])
- Inframondi, I Giganti, Kipple Officina Libraria, 2021, che contiene:
  - I Nerogatti di Sodw, Trilogia degli Inframondi vol. 1, Odissea Digital Fantascienza, Delos Digital, 2016
  - Morgànt dei Nerogatti, Trilogia degli Inframondi vol. 2, Odissea Digital Fantascienza, Delos Digital, 2016
  - I Nerogatti di Briganti, Trilogia degli Inframondi vol. 3, Odissea Digital Fantascienza, Delos Digital, 2017 (finalista Premio Italia 2018[10])
- Pulphagus® Fango dei cieli, Mondadori, 2016 (vincitore Premio Urania 2015[11], vincitore Premio Cassiopea[12], vincitore Premio Vegetti categoria Romanzo)
- Korchin e l'odio, Odissea Digital Fantascienza, Delos Digital, 2018 (finalista Premio Odissea 2018;[13])
- Quando cade un angelo, Delos Crime, Delos Digital, 2020
- L'uomo che vedeva il passato, Ho Visto Cose, Porto Seguro, 2021
- L'indeterminazione del principio, Non-aligned Object, Delos Digital, 2023 (in ebook) e Kipple Officina Libraria (in cartaceo), 2024
- Quantum Cluster, Direzioni Immaginarie, Homo Scrivens, 2024
- Le cronache di Leg Horn, La Nuova Carne Edizioni, 2024 (vincitore Premio Italia 2025[14])

### Racconti
- L'incanto di Bambola, in Supernova Express - Antologia manifesto del Connettivismo, Ferrara edizioni, collana FantaNET, introduzione di Valerio Evangelisti, 2007
  - (EN)  The Dolly Affair, in Next International, traduzione di Simona Mancini, 2009
  - (JA)  バンボラの魅力, in Iscatel, in SF - Fanzine of Science Fiction and Facts, traduzione di Koji Kubo, 2018
  - (HU)  Babácska története, in Galaktika 380, novembre 2021
- 137, in Frammenti di una rosa quantica[15], Kipple Officina Libraria, collana Avatär, introduzione di Luca Masali, 2008
- Il roditore, in Avanguardie Futuro Oscuro, Diversa Sintonia, 2009
- Il gatto di Schrödinger, in SuperNeXT, Kipple Officina Libraria, 2011
- Casa dolce casa, Robot n. 70, 2013
- Sogni concentrici, Nostalgico Urano e Zoon (con Sandro Battisti), in The Origins, Kipple Officina Libraria, 2015
- Il diario del senatore Giuliani, in NeXT-Stream, Kipple Officina Libraria, 2015
- Julia, in Hai trovato orgasmi nel collettore quantico?, Kipple Officina Libraria, 2016
- Infodump, SpinOff, Kipple Officina Libraria, 2016
- Alephzed, in Propulsioni d'improbabilità, Zona42, 2017
- Il veggente, in Nostra Signora degli alieni, Homo Scrivens, 2017
- Senza titolo, in Nuove eterotopie, Odissea Fantascienza, Delos Digital, 2017
- Invertito, Robot n. 83, 2018 (vincitore del Premio Robot 2018, finalista Premio Italia 2019 e Premio Vegetti 2019), e in Altri Futuri, Delos Digital, 2019
  - (HU)  Kifordítva, in Galaktika 364, luglio 2020
- Pulphagus® - L'inferno dei cieli, Odissea Fantascienza, Delos Digital, 2018, serie di racconti, comprendente:
  - n.1, La vendetta dei Calcaterra, 2018
  - n.2, Fuga all'inferno, 2018
  - n.3, La catarsi di Raskal, 2018
  - n.4, La fine di Pulphagus®, 2018
  - n.5, Rivoluzione!, 2018
  - n.6, Il più vile dei tradimenti, 2018
  - n.7, Il raggio della morte, 2018
  - n.8, I mutilati, 2018
  - n.9, I figli di Pulphagus®, 2018
- Zombi Kalergi, Futuro Presente, Delos Digital, 2019
- Ipersfera, in Urania Millemondi 84, 2019 (finalista Premio Italia 2020)
- Un musicista ad Asteroid, in S.O.S. Soniche Strategie Sonore, Arcana, 2019
- L'ombra lunga di Zeb, in La prima frontiera, Kipple Officina Libraria, 2019
- Fly Island, in Fanta-Scienza, Delos Digital, 2019
- Delitto di mare, in Fantaetruria, Carmigiani Editrice, 2019
- Interferenze, in Rizomi del sole nascente, Kipple Officina Libraria, 2020
- Solar Bang, in Cronache dell'Armageddon, Kipple Officina Libraria, 2020
- Solar Storm, in Assalto al Sole, Delos Digital, 2020
- Specie inferiore, Futuro Presente, Delos Digital, 2020
- Vrangelja, Delos Passport, Delos Digital, 2020
- I bambini di Terathos, Chew-9. La droga del benessere, Delos Digital, 2021
- La creatrice di tempi,  in Urania Millemondi 90, 2021 (vincitore del Premio Vegetti 2022)
- Dissipatio Mendeleev,  in La verità trasgressiva, Kipple Officina Libraria, 2021
- L'altra faccia dell'utopia, in Distopia vs Utopia, Delos Digital, 2022
- Incommunicado, Robot n. 95, 2022 (vincitore del Premio Robot 2022), Delos Digital, 2022
- Incommunicado Spin-off, Atlantis, Delos Digital, 2023
- !#A9sRi@1%L€sO0, Fondazione 30, 2023 (vincitore del Premio Italia per il miglior racconto su pubblicazione amatoriale, 2023)
- I pirati di Montecristo, in Sogni e rivoluzioni, Avatar, Kipple Officina Libraria, 2023
- ∞, in  L'innerspace e l'inumano. La Terza Frontiera, Avatar, Kipple Officina Libraria, 2025
- La luminosa e opaca storia di Damiano Mortisani, puro idealista, in Hypnos. Rivista di cultura fantastica. Vol. 16, 2025
- Wandercity, in Urania Speciale, 2025

Vari altri racconti sono pubblicati da riviste non professionali.

### Antologie di racconti
- Il gatto di Schrödinger, Kipple Officina Libraria, 2010 e 2014
  - (EN)  Schrödinger's Cat, Kipple Officina Libraria, traduzione di Sally McCorry, 2015
- L'abisso di Coriolis, Edizioni Hypnos, 2014 (finalista Premio Italia[16])

### Audiolibri
- Il gatto di Schrödinger e altre storie, F451, Kipple Officina Libraria, 2013
- Quello che resta del sole, F451, Kipple Officina Libraria, 2013
- L'uomo che vedeva il passato, Kipple Officina LIbraria, 2023

### Graphic Novel
- Pulphagus® Fango dei cieli, HyperHouse, 2024 (sceneggiatura e dialoghi: Lukha B. Kremo, disegni e colori: Nonio Maia, ebaorati con AI generativa e fotoritocco, finalista Premio Italia[17]).

### Saggi, pamphlet e manuali
- Dal numero 41 al numero 63 di Robot ha curato la rubrica "Fandom" con Andrea Jarok Vaccaro, Delos Book, 2003-2011
- Eros & Eschaton, Capsule, Kipple Officina Libraria, 2010
- I Tarocchi Quantistici, eXhot, Kipple Officina Libraria, 2017
- Pop-Politics. Batracomiomachia cinobalanica (con Pee Gee Daniel), Capsule, Kipple Officina Libraria, 2019
- Chthulupunk, Non-Aligned Objects, Delos Digital, 2022

### Curatele
- Frammenti di una rosa quantica, Avatar, Kipple Officina Libraria, 2008
- NeXT-Stream. Oltre il confine dei generi, Avatar, Kipple Officina Libraria, 2015
- NeXT-Stream [2]. Visioni di realtà contigue (con Giulia Abbate), Avatar, Kipple Officina Libraria, 2018
- NeXT-Stream [3]. Lo zar non è morto (con Domenico Gallo (scrittore)), Avatar, Kipple Officina Libraria, 2020
- NeXT-Stream 4. Bio-kin, Avatar, Kipple Officina Libraria, 2024

## Filmografia
- Solchi Sperimentali - The Movie di Antonello Cresti[7], 2015
- Il kaso Kremo di Mariano Equizzi[18], 2020

## Riconoscimenti
- 2002 - Vincitore Premio Italia, insieme a Andrea Jarok, per la Migliore Rivista Non Professionale, con Avatär[19]
- 2002 - Vincitore Premio Italia, insieme a Andrea Jarok, per il Miglior Saggio su Rivista Non Professionale con Personaggi della Fantascienza Italiana A-L
- 2003 - Vincitore Premio Italia, insieme a Andrea Jarok, per il Miglior Saggio su Rivista Non Professionale con Personaggi della Fantascienza Italiana M-Z
- 2005 - Finalista Premio Italia nella categoria Miglior Rivista Non Professionale, con Avatär
- 2006 - Finalista Premio Urania Mondadori, con Gli occhi dell'anti-Dio
- 2009 - Finalista Premio Urania Mondadori, con Trans-Human Express
- 2013 - 2º posto Premio Cassiopea, con Trans-Human Express
- 2013 - Finalista Premio Italia nella categoria Miglior Romanzo, con Trans-Human Express.
- 2015 - Finalista Premio Italia nella categoria Miglior Antologia, con L'abisso di Coriolis.
- Per 8 anni (2007-2009-2011-2012-2013-2014-2015-2016) finalista Premio Italia nella categoria Operatore Artistico/Fan
- 2016 - Vincitore Premio Urania Mondadori, con Pulphagus®[4]
- 2017 - Vincitore Premio Cassiopea, con Pulphagus®[12]
- 2018 - Vincitore Premio Robot, con Invertito[20]
- 2018 - Vincitore Premio Vegetti nella categoria Romanzo, con Pulphagus®[21]
- 2018 - Finalista Premio Odissea con Korchin e l'odio.
- 2018 - Finalista Premio Italia 2018 nella categoria Romanzo di autore italiano – Fantascienza con I Nerogatti di Briganti[10].
- 2019 - Vincitore Premio Italia, insieme a Giulia Abbate, nella categoria Antologia con NeXT-Stream. Visioni di realtà contingue[22] e finalista nella categoria Miglior Racconto Professionale con Invertito.
- 2019 - Finalista Premio Vegetti nella categoria Racconto, con Invertito.
- 2019 - Finalista Premio Odissea con L'uomo che vedeva il passato.
- 2020 - Finalista Premio Italia nella categoria Racconto, con Ipersfera.
- 2021 - Finalista Premio Italia nella categoria Racconto su Pubblicazione Amatoriale, con Non avrai la mia mente.
- 2022 - Vincitore Premio Robot, con Incommunicado. Una storia Chthulupunk[23]
- 2022 - Vincitore Premio Vegetti nella categoria Racconto, con La creatrice di tempi.
- 2022 - Finalista Premio Italia, con Inalerete il senso!.
- 2023 - Vincitore Premio Italia nella categoria Racconto su Pubblicazione Amatoriale, con !#A9sRi@1%L€sO0.
- 2023 - Finalista Premio Italia nella categoria Curatore.
- 2024 - Finalista Premio Italia nella categoria Antologia (come curatore).
- 2025 - Vincitore Premio Italia nella categoria Romanzo Fantasy con Le cronache di Leg Horn.